# Märsta kyrka
Märsta kyrka ligger i Husby-Ärlinghundra församling som ingår i Märsta pastorat i Uppsala stift. Kyrkan ligger centralt i Märsta alldeles ovanför Märsta centrum.

## Kyrkobyggnaden
När Märsta samhälle växte, växte också behovet av en kyrkobyggnad som låg mer centralt i Märsta. Församlingens närmsta kyrka var Husby-Ärlinghundra kyrka som låg flera kilometer bort.
1949 fick församlingen en kyrktomt i gåva av dåvarande Husby-Ärlinghundra landskommun. Tomten låg i västra sluttningen av den gamla ättebacken vid järnålderstidens Märsta gård. Kyrkbygget dröjde några år eftersom Husby-Ärlinghundra kyrka genomgick en restaurering åren 1950 - 1951. 1954 hade arkitekt Malte Håkansson färdigställt ritningar till Märsta kyrka. Samme arkitekt hade haft hand om restaureringen av Husby-Ärlinghundra kyrka. Bygget av Märsta småkyrka påbörjas 1 september 1955 och på Mikaelidagen 1956 invigdes den av ärkebiskop Yngve Brilioth. Kyrkan är byggd av ytongblock och täcks av ett skiffertak. Redan tidigt gjordes vissa förändringar av kyrkorummet. 1962 försågs altaret med ny kommunionbänk. 1963 införskaffades ny orgel och 1964 tillkom en fast bänkinredning som ersatte kopplade stolar. Bakom orgeln inreddes en brudkammare när orgeln byttes ut.
Församlingshem och pastorsexpedition byggdes till 1964. Ritningar till församlingshemmet var utförda av Malte Håkansson som även ritat kyrkan. Sommaren och hösten 2000 genomgick kyrkorummet en totalrenovering. År 2006 renoverades församlingshemmet och byggdes ut.

## Interiör och inventarier
Altare, dopfunt och predikstol är tillverkade av hårdbränt tegel och är komponerade som delar av kyrkorummets arkitektur.
- Altaret har en skiva av kalksten prydd med fem konsekrationskors.
- Ovanför altaret finns en glasmålning komponerad 1964 av Erik Lindholm. I sakristian finns en glasmålning från 1965 komponerad av syster Marianne i Alsike kloster. Motivet är Maria med Barnet och de vise männens gåvor. Båda glasmålningarna är tillverkade av Ringströms glasfirma.
- Predikstolsklädet med motivet Sankt Göran och draken är utförd 1963 av syster Marianne.
- Nattvardskärl med tillhörande paten bär årtalet 1956 och är tillverkade i silver av guldsmedsfirman Markström.

### Orgel
- En helmekanisk orgel av Åkerman & Lunds Nya Orgelfabriks AB, Knivsta tillkom 1963. Orgeln har elva stämmor som är fördelade på två manualer. Orgeln har slejflådor och ett tonomfång på 56/30. Fasaden är från 1963.

| Huvudverk I   | Bröstverk II      | Pedal      | Koppel |
| Rörflöjt 8'   | Gedackt 8'        | Subbas 16´ | I/P    |
| Principal 4'  | Koppelflöjt 4'    | Pommer 4´  | II/P   |
| Waldflöjt 2'  | Principal 2'      |            | II/I   |
| Mixtur III 1' | Cymbel II 1⁄2'    |            |        |
|               | Harfenregal 8'    |            |        |
|               | Tremulant         |            |        |
|               | Crescendosvällare |            |        |

#### Diskografi
- Fantasi för orgel D-dur / Svensson, Eric, orgel. LP. Hmk 001. 1977.

## Klockstapeln
Klockstapeln, en gåva av kyrkobröderna, restes upp hösten 1955 innan kyrkan var färdigbyggd. Från början stod stapeln öster om kyrkan men flyttades 2007 till sin nuvarande plats väster om kyrkan. I stapeln hänger två klockor gjutna av Bergholtz klockgjuteri. Ena klockan invigdes 7 september 1955 och andra klockan invigdes 12 december 1965.

## Bildgalleri

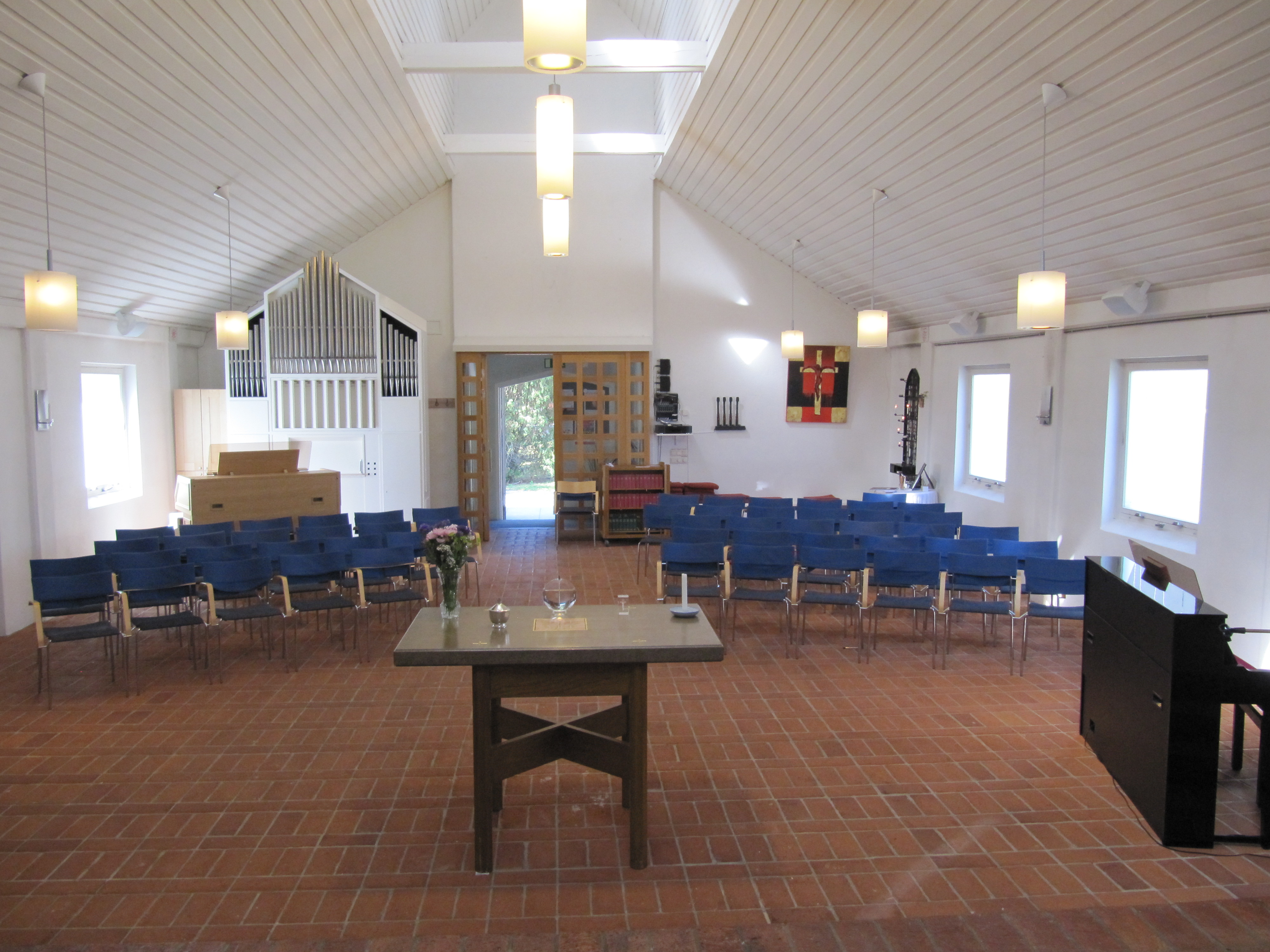
Kyrkorum mot ingången
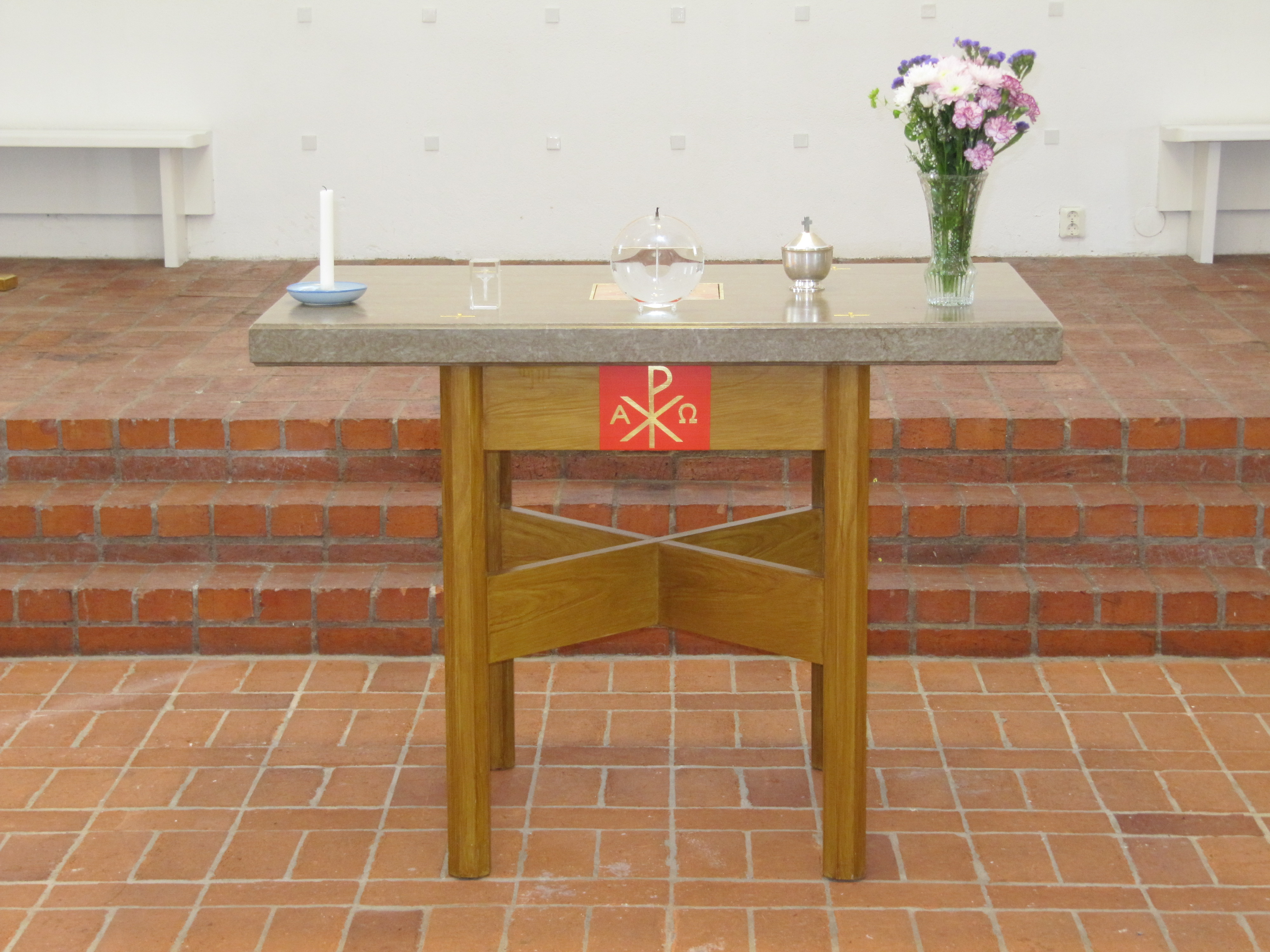
Altare
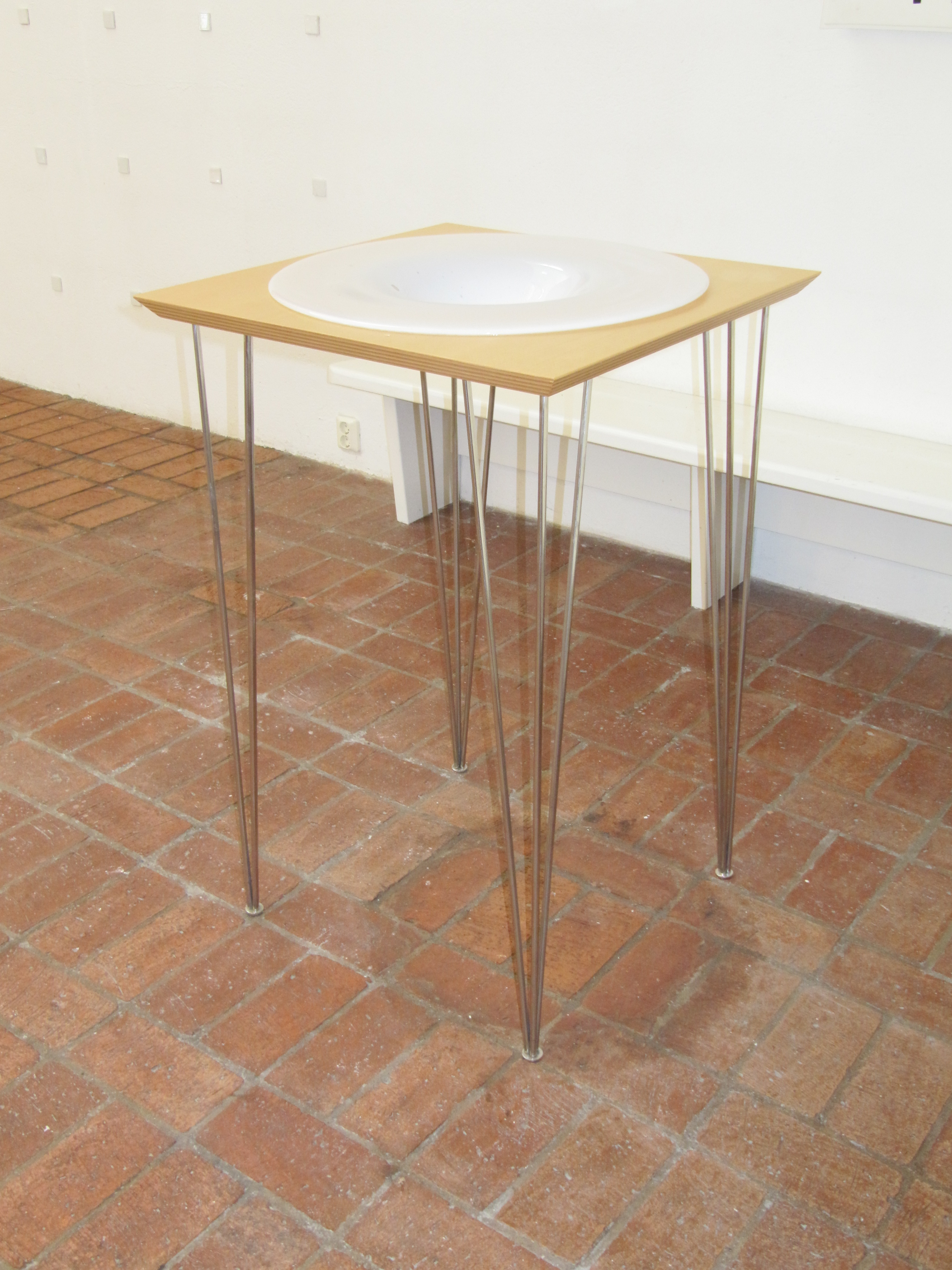
Dopfunt
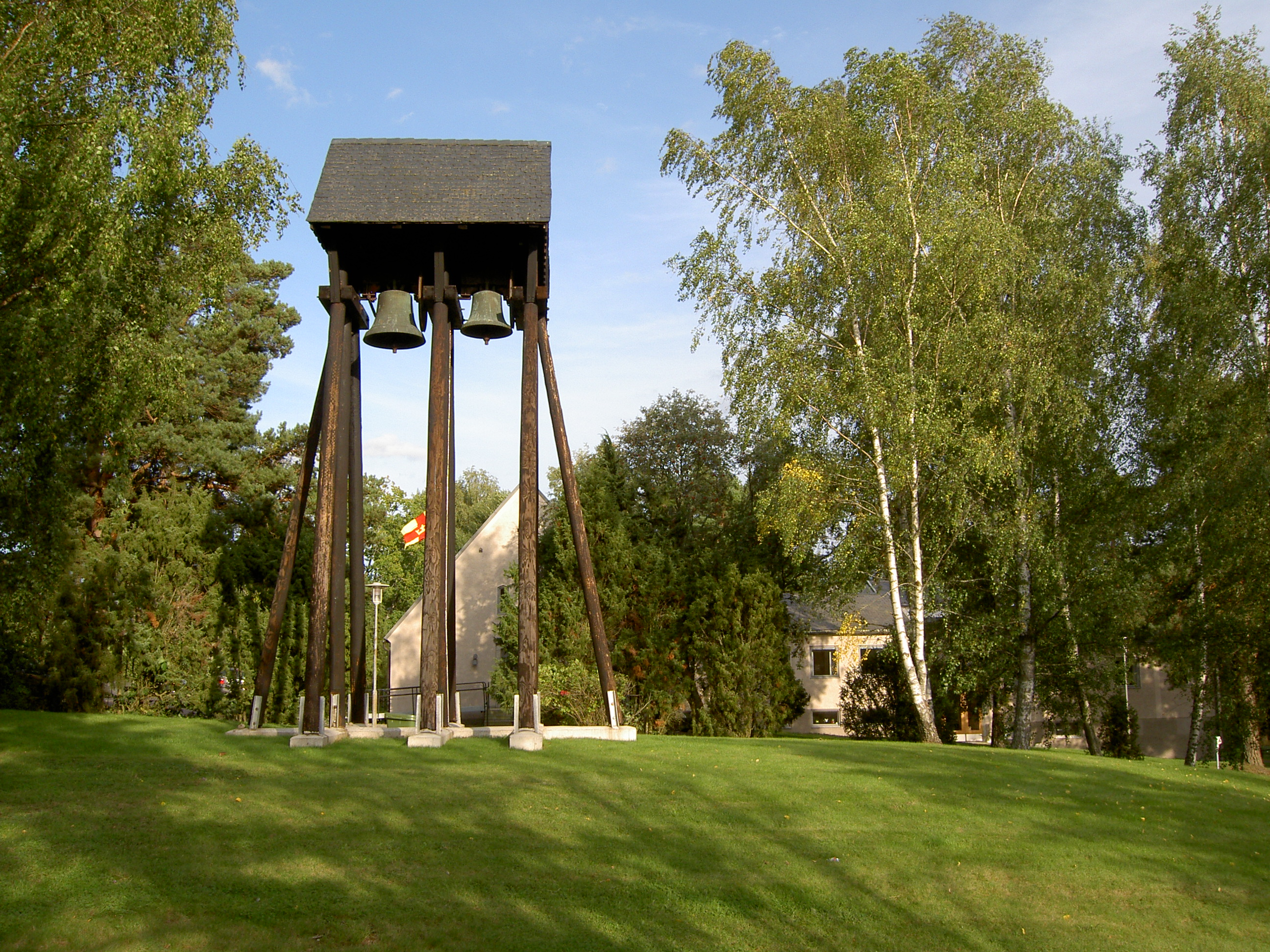
Klockstapel

### Webbkällor
- Information från Märsta pastorat
- Information från Sigtuna kommun